# Roland Lamontagne
Roland Lamontagne était un historien québécois né à Montréal en 1921 et mort le 15 janvier 2011,.

## Biographie
Docteur en histoire de l’Université de Montréal (1954), il devint professeur au Département d’histoire de la même université (1959-1995) et fut directeur de ce Département d’histoire de 1968 à 1972.
Selon les historiens Jacques Lacoursière, Jean Provencher et Denis Vaugeois, «[à] Roland Lamontagne revient le mérite d’avoir fait connaître la pensée de La Galissonière».

## Publications
- La Galissonière et le Canada (1962)
- Succès d’intendance de Talon (1964)
- Aperçu structural du Canada au XVIIIe siècle (1964), préface de Fernand Braudel
- Chabert de Cogolin et l'expédition de Louisbourg (1964)
- La vie et l’œuvre de Pierre Bouguer[5] (1964)
- L'Atlantique jusqu'au temps de Maurepas; aspect de géohistoire du Canada (1965)
- Ministère de la marine : Amérique et Canada (1966), préface de George H. Healey
- La Baie James dans l’histoire du Canada (1974)
- Histoire et actualité. Réflexions sur la Ville et l’Université (1987)

## Distinctions
- Prix de l’Académie des sciences, Institut de France
- Prix de l’Académie de marine de France (1991)